# Kappalamadagu, Mulbagal
Kappalamadagu là một làng thuộc tehsil Mulbagal, huyện Kolar, bang Karnataka, Ấn Độ.